# جامعة البحر الأحمر
جامعة البحر الأحمر جامعة حكومية سودانية مقرها مدينة بورتسودان في ولاية البحر الأحمر.
أنشئت جامعة البحر الأحمر في العام 1994 م بموجب القرار الجمهوري رقم (67) الذي بموجبه تم تقسيم جامعة الشرق إلى ثلاثة جامعات هي جامعة كسلا وجامعة القضارف وجامعة البحر الأحمر .

## الكليات
- كلية علوم الارض
- كلية علوم البحار
- كلية الهندسة
- كلية علوم الأرض
- كلية الاقتصاد والعلوم الإدارية
- كلية التربية
- كلية الطب والعلوم الصحية
- كلية العلوم التطبيقية
- كلية الدراسات التقنية
- كلية الآداب والعلوم الإنسانية
- كلية طب الأسنان
- كلية الزراعة
- كلية القانون
- كلية السياحة
- كلية علوم الحاسوب وتقانة المعلومات

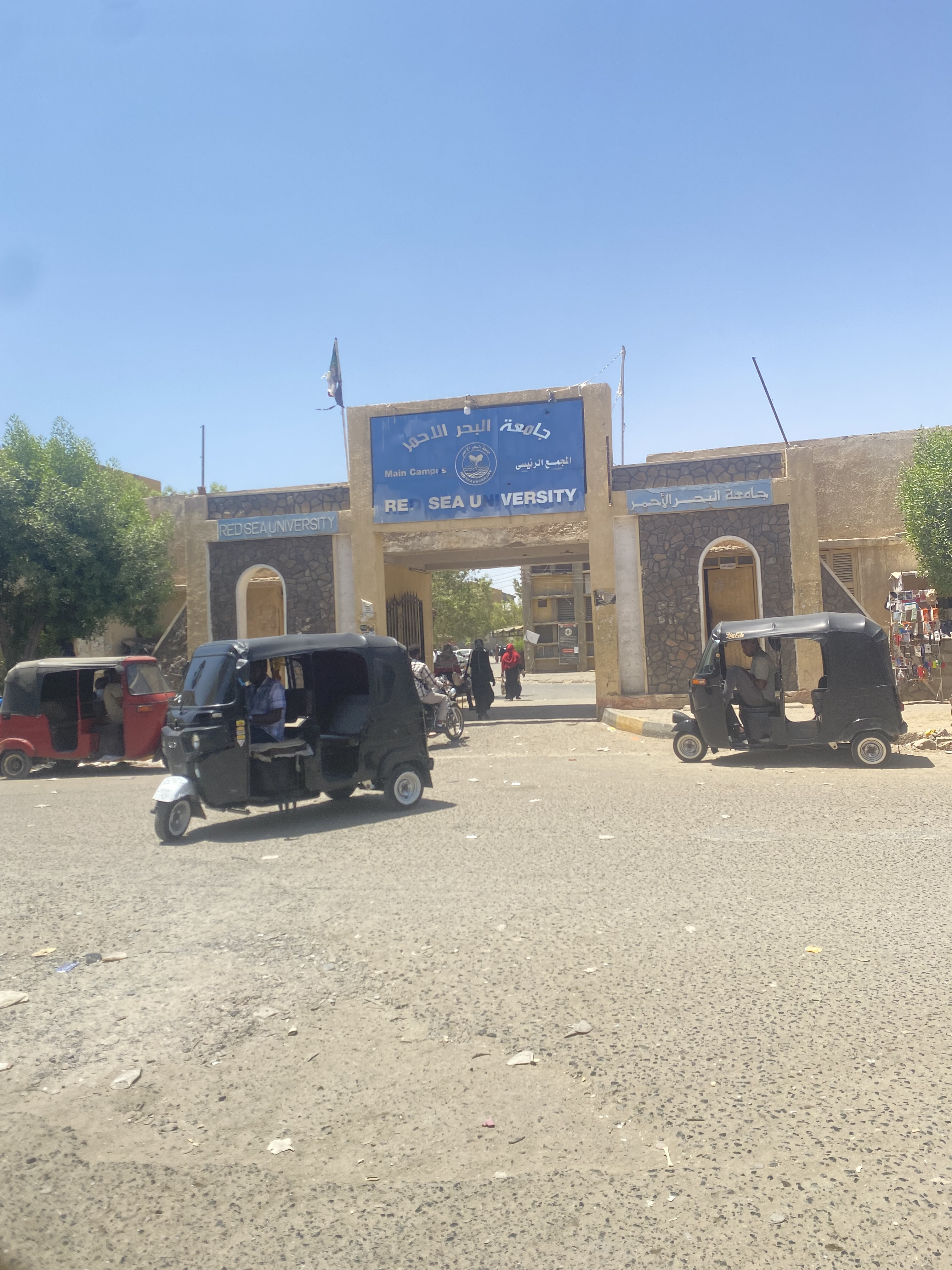
جامعة البحر الأحمر

## مسيرة الجامعة
بدأت جامعة البحر الأحمر مسيرتها كجامعة مستقلة قائمة بذاتها بثلاث كليات هي كلية علوم البحار وكلية الهندسة وكلية علوم الأرض ولم يمض زمن طويل على ذلك حتى تم إنشاء مدرسة النقل البحري التي تم تحويلها إلى كلية الاقتصاد والعلوم الإدارية في العام 1995م وأصبحت دراسات النقل البحري أحد أقسامها الأخرى.
وفي العام 1994م صدر القرار الجمهوري القاضي بتحويل كل معاهد وكليات إعداد المعلمين التابعة لوزارة التربية والتعليم المنتشرة في أنحاء السودان إلى كليات تربية وإلحاقها بالجامعات، وبموجب هذا القرار تم تحويل معهد إعداد المعلمين والمعلمات بمدينة بور سودان إلى كلية التربية وخصصت لتخريج معلمي مرحلة الأساس وبعد ذلك أنشئت كلية التربية بمدينة جبيت لتخرج معلمي المرحلة الثانوية في العام 1998 م.
شهدت الجامعة قفزة في عدد الكليات عام 1998، حيث تم إنشاء كلية الطب والعلوم الصحية وذلك لهدف توفير الأطباء والكوادر الطبية المؤهلة، كما شهدالعام نفسه قيام كلية العلوم التطبيقية، وكان الهدف من قيامها ضرورة أملتها وجود عدد من الكليات ذات الطبيعة العلمية بجانب التوسع المصاحب في البنيات التحتية وإنشاء المعامل والمختبرات والقاعات والمراكز والمكتبات هذا فضلاً عن تأهيل الكوادر البشرية والقوى العاملة واستقطاب أعضاء هيئة التدريس ومساعدي التدريس وابتعاثهم للتدريب. واستمرت جامعة البحر الأحمر في بذل المزيد من العطاء وتقديم الخدمة للمجتمع وشملت هذه الخدمة التعليمية فئات أخرى من قطاعات المجتمع لها ظروف واحتياجات مختلفة تم تحقيقها بقيام الدراسات الإضافية والمستمرة في العام1995م. تم تنفيذ العديد من البرامج الدراسية المؤهلة لنيل الدبلومات الوسيطة والتقنية في تخصصات التربية والاقتصاد والهندسة وعلوم الأرض والعلوم التطبيقية وقد تخرجت أعداد كبيرة من الطلاب من حملة هذه الدبلومات هذا فضلاً عن الدراسة بالانتساب لنيل البكالوريوس من كلية الاقتصاد ونظرا لتوسع الدراسات الإضافية والنجاح الذي حققته تم تحويلها إلى كلية قائمة بذاتها تحت مسمى كلية الدراسات التقنية.
قامت الجامعة بإنشاء وحدة للدراسات العليا في العام 1996م وقد تم تسجيل أول دفعة لنيل دبلوم التربية العالي وتلى ذلك التسجيل لنيل درجة الماجستير في كليات التربية وعلوم البحار والاقتصاد والعلوم التطبيقية وذلك بنظام البحث فقط وفي العام 2004م تم إنشاء عمادة الدراسات العليا والبحث العلمي وتم تخصيص مبنى مجهز ليكون مقرا للدراسات العليا.
في العام 2007 أسست كلية الآداب والعلوم الإنسانية ليبلغ عدد كليات الجامعة في العام 2007 تسع كليات وعمادة للدراسات العليا وتحولت الجامعة من مرحلة التأسيس في البنى التحتية إلى مرحلة التجويد للعملية التعليمية للارتقاء بها نوعًا وكمًا إلى مصاف الجامعات المتقدمة وفي هذا الإطار تم الاهتمام بهيئة التدريس ومساعدي التدريس واستقطابهم وابتعاثهم للتدريب.